# 蒙塔尼奥拉
蒙塔尼奥拉，是西班牙加泰罗尼亚巴塞罗那省的一个市镇。总面积41平方公里，总人口341人（2001年），人口密度8人/平方公里。